# Baran (astrologia)

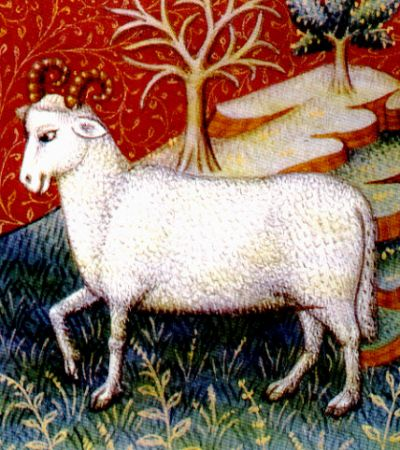
Znak Barana

Baran (♈) (łac. Aries) – pierwszy astrologiczny znak zodiaku. Przypisuje się go osobom urodzonym podczas gdy Słońce było w tym znaku, to znaczy na odcinku ekliptyki pomiędzy 0° a 30° długości ekliptycznej. Wypada to między 20/21 marca a 19/20 kwietnia – dokładne ramy czasowe zależą od rocznika. Czasem przyjmuje się umowne granice – według Evangeline Adams (1868–1932) był to okres między 22 marca a 21 kwietnia.
Znak Barana przypisuje się również osobom urodzonym w trakcie wschodzenia tego znaku. Przedstawiał głowę zwierzęcia, męskie przyrodzenie i pierwsze kiełki zboża.

## Historia znaku
Znak Barana pochodził z Mezopotamii z III w. p.n.e. i najczęściej przedstawiany był pod postacią zoomorficzną lub poprzez motywy związane z legendą o złotym runie. Według mitu, po raz pierwszy opowiedzianego przez Apolloniosa Rodyjskiego w poemacie Argonautika, Baran stał się konstelacją, podczas której cyklicznie zachodzi powtarzanie się równonocy, oraz reprezentował zwycięstwo bóstw słonecznych nad gwiazdozbiorami księżycowymi. Mityczne zwycięstwo w rzeczywistości było echem zmian jakie dokonały się w III wieku p.n.e., czyli przejścia od kobiecej i matriarchalnej koncepcji świata do modelu patriarchalnego.

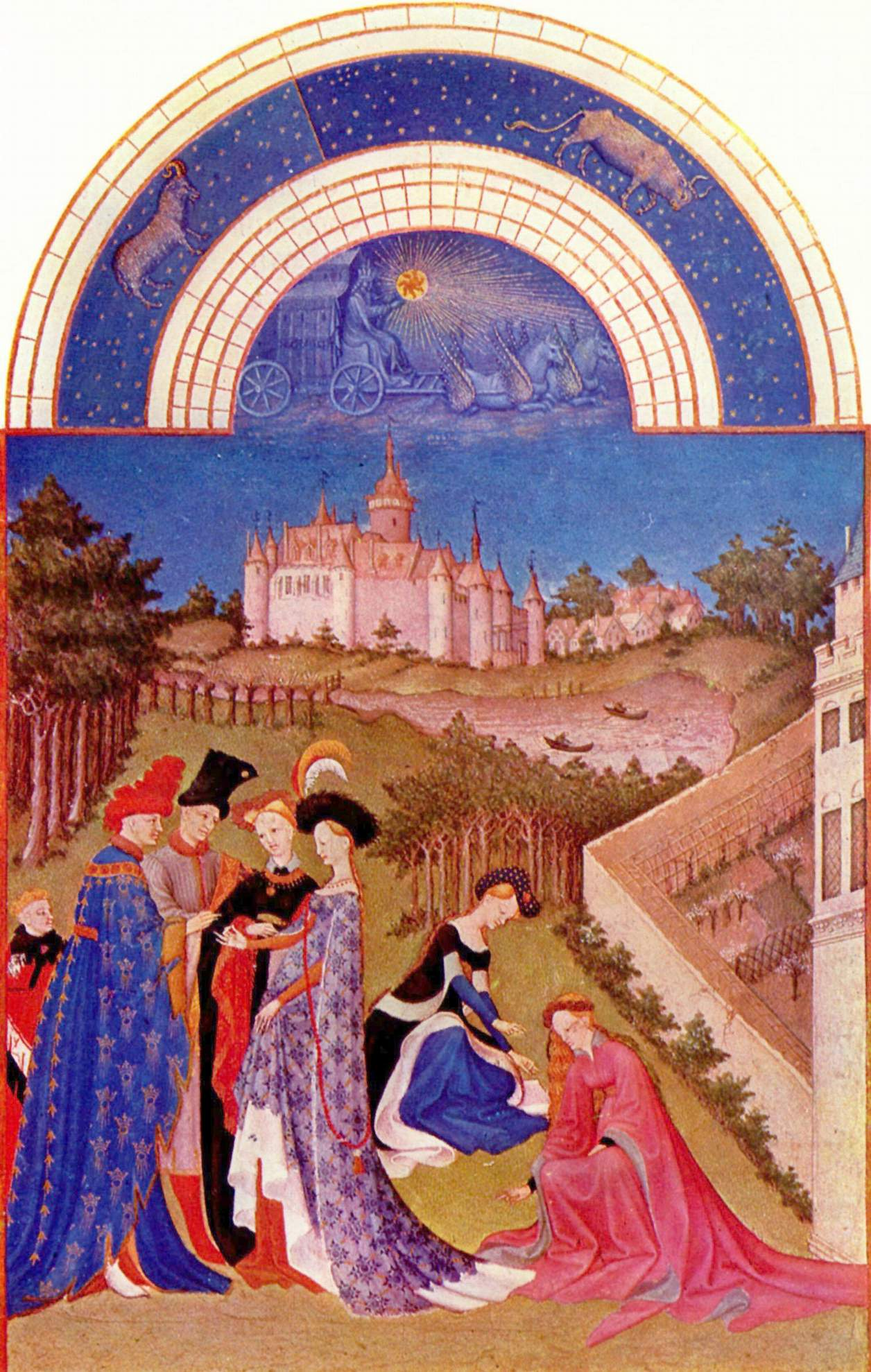
Bracia Limbourg Miesiąc kwiecień z Bardzo bogatych godzinek księcia de Berry

## Charakterystyka znaku
W astrologii Baran, będąc pierwszym znakiem zodiaku, był symbolicznym znakiem wynurzenia się Słońca z zimowego mroku. Uznawany był za najlepszą gwiazdę i świadkiem stworzenia świata. Specjalne znaczenie nabierał poprzez Zmartwychwstanie Zbawiciela przypadające właśnie na ten okres. Był głównym znakiem trygonu ognia i miejscem, gdzie spoczywa Mars.
Najczęściej był łączony z postacią Jowisza, gdzie symbolizował cnotę oraz był symbolem Chrystusa. Prócz tego ze znakiem wiązano Horusa, Hermesa.
Ze znakiem Barana kojarzono Japonię, Niemcy i Polskę.

## Znak zodiakalny Barana w sztuce
Konstelacje Barana przedstawili bracia Limbourg w cyklu obrazów przedstawiających pory roku: Miesiąc kwiecień z Bardzo bogatych godzinek księcia de Berry (fr. Tres riches heures du duc de Barry). Cykl powstał w latach 1410–1416, Musee Conde Chantilly.